# تصفيات كأس العالم 2022 – آسيا الجولة الأولى
من المقرر أن تقام الجولة الأولى من تصفيات الاتحاد الآسيوي لكأس العالم 2022، والتي تعتبر أيضا الجولة الأولى من تصفيات كأس آسيا 2023، في الفترة من 6 إلى 11 يونيو 2019.

## الشكل
يلعب ما مجموعه 12 فريقاً (فرق في المرتبة 35–46 في قائمة المشاركين في الاتحاد الآسيوي لكرة القدم) في المنزل وبعيدا على مرحلتين. ويتقدم الفائزون الستة إلى الجولة الثانية.

## التصنيف
جرت قرعة الجولة الأولى يوم 17 أبريل 2019 الساعة 11:00 بتوقيت ماليزيا الرسمي (التوقيت العالمي المنسق + 8) في دار الاتحاد الآسيوي في كوالالمبور، ماليزيا.
ويستند التصنيف على التصنيف العالمي لكرة القدم أبريل 2019 (كما هو موضح بين قوسين أدناه). تم زرع الفرق ال 12 في اثنين من الأواني:
- يحتوي وعاء أ على الفرق في المرتبة 1–6 (أي 35-40 في قائمة المشاركين في الاتحاد الآسيوي).
- يحتوي وعاء ب على الفرق في المرتبة 7–12 (أي 41-46 في قائمة المشاركين في الاتحاد الآسيوي).

ملاحظة: المنتخبات المكتوبة بأحرف غليظة تأهلت إلى الجولة الثانية.
| وعاء A                                                                                         | وعاء B |
| ---------------------------------------------------------------------------------------------- | --- |
| 1. ماليزيا (168) 2. كمبوديا (173) 3. ماكاو (183) 4. لاوس (184) 5. بوتان (186) 6. منغوليا (187) | 1. بنغلاديش (188) 2. غوام (193) 3. بروناي (194) 4. تيمور الشرقية (195) 5. باكستان (200) 6. سريلانكا (202) |

## الملخص
| الفريق الأول | إجم. | الفريق الثاني | مباراة الذهاب | مباراة الإياب |
| ------------ | ---- | ------------- | ------------- | ------------- |
| منغوليا      | 3–2  | بروناي        | 2–0           | 1–2           |
| ماكاو        | 1–3  | سريلانكا      | 1–0           | 0–3           |
| لاوس         | 0–1  | بنغلاديش      | 0–1           | 0–0           |
| ماليزيا      | 12–2 | تيمور الشرقية | 7–1           | 1–5           |
| كمبوديا      | 4–1  | باكستان       | 2–0           | 2–1           |
| بوتان        | 1–5  | غوام          | 1–0           | 0–5           |

## المباريات
| منغوليا                        | 2–0                     | بروناي |
| ------------------------------ | ----------------------- | ------ |
| - تسيدينبال 9' - نارانبولد 69' | تقرير (الاتحاد الآسيوي) |        |

| بروناي           | 2–1                     | منغوليا                |
| ---------------- | ----------------------- | ---------------------- |
| - رازيمي 4'، 34' | تقرير (الاتحاد الآسيوي) | - تسيدينبال 47' (ركل.) |

فازت منغوليا 3–2 في مجموع المباراتين وتقدمت إلى الجولة الثانية.
| ماكاو        | 1–0                     | سريلانكا |
| ------------ | ----------------------- | -------- |
| - دوارتي 52' | تقرير (الاتحاد الآسيوي) |          |

| سريلانكا | 3–0                     | ماكاو |
| -------- | ----------------------- | ----- |
|          | تقرير (الاتحاد الآسيوي) |       |

فازت سريلانكا 3–1 في مجموع المباراتين وتقدمت إلى الجولة الثانية.
| لاوس | 0–1                     | بنغلاديش    |
| ---- | ----------------------- | ----------- |
|      | تقرير (الاتحاد الآسيوي) | - الحسن 71' |

| بنغلاديش | 0–0                     | لاوس |
| -------- | ----------------------- | ---- |
|          | تقرير (الاتحاد الآسيوي) |      |

فازت بنغلاديش 1–0 في مجموع المباراتين وتقدمت إلى الجولة الثانية.
| ماليزيا                                                                                 | 7–1                     | تيمور الشرقية    |
| --------------------------------------------------------------------------------------- | ----------------------- | ---------------- |
| - كوربين-أونغ 12' - شاهريل 23' - نورشهرول 43' - صفاوي 45+1'، 59' - فايز 78' - أخيار 89' | تقرير (الاتحاد الآسيوي) | - جواو بيدرو 52' |

| تيمور الشرقية | 1–5                     | ماليزيا                                          |
| ------------- | ----------------------- | ------------------------------------------------ |
| - غاما 72'    | تقرير (الاتحاد الآسيوي) | - شاهريل 10'، 17'، 64' - سوماريه 37' - أخيار 55' |

فازت ماليزيا 12–2 في مجموع المباراتين وتقدمت إلى الجولة الثانية.
| كمبوديا                        | 2–0                     | باكستان |
| ------------------------------ | ----------------------- | ------- |
| - تشانتيا 81' - سوكومبهياك 84' | تقرير (الاتحاد الآسيوي) |         |

| باكستان           | 1–2                     | كمبوديا                     |
| ----------------- | ----------------------- | --------------------------- |
| - بشير 18' (ركل.) | تقرير (الاتحاد الآسيوي) | - سوكبينغ 64' - بونهينغ 89' |

فازت كمبوديا 4–1 في مجموع المباراتين وتقدمت إلى الجولة الثانية.
| بوتان          | 1–0                     | غوام |
| -------------- | ----------------------- | ---- |
| - ت. دورجي 35' | تقرير (الاتحاد الآسيوي) |      |

| غوام                                                 | 5–0                     | بوتان |
| ---------------------------------------------------- | ----------------------- | ----- |
| - لاغوتانغ 23' - كانليف 27'، 82'، 90+4' - مالكوم 51' | تقرير (الاتحاد الآسيوي) |       |

فاز غوام 5–1 في مجموع المباراتين وتقدم إلى الجولة الثانية.